# Жаба тигрова індійська
Жаба тигрова індійська (Hoplobatrachus tigerinus) — вид земноводних з роду Hoplobatrachus родини Dicroglossidae.

## Опис
Загальна довжина досягає 15—17 см. Голова середнього розміру, тулуб масивний. Відрізняється від інших представників свого роду краще розвиненими поздовжніми складками на спині, які часто виступають гострим кутом. Забарвлення спини коливається від оливково-зеленого до сірого з темними плямами. Уздовж спини проходить світло-жовта лінія, проте часто відсутня. На кінцівках присутні чорно-жовті плями із світлою облямовкою. Черево білого забарвлення. У самців горлові мішки жовтого забарвлення, під час шлюбного сезону синіють.

## Спосіб життя
Полюбляють водно-болотні угіддя, луки, плантації. Зустрічається на висоті від 23 до 800 м над рівнем моря. Активна вночі. Живиться дрібними гризунами, невеличкими зміями, молодими амфібіями, безхребетними.  
Розмноження відбувається під час мусонів. Парування відбувається методом амплексусом. Самиця відкладає до 1000 яєць у діаметрі 2,5-2,8 мм. Яйця прикріплюються до рослин, які занурені у воду. Пуголовки з'являються протягом 2—3 днів.
Місцеве населення вживає цю жабу в їжу. Існують спеціальні ферми, де розводять індійську тигрову жабу.

## Розповсюдження
Мешкає від Афганістану до Індії та Бангладеш, зустрічається також в південному Китаї.